# ديفيد شوتس
ديفيد شوتس (بالعبرية: דוד שיץ‏) هو كاتب إسرائيلي، ولد في 5 أغسطس 1941، وتوفي في 16 يوليو 2017.